# Banchus inermis
Banchus inermis är en stekelart som beskrevs av Léon Abel Provancher 1874. Banchus inermis ingår i släktet Banchus och familjen brokparasitsteklar. Inga underarter finns listade.